# Technicum Münder
Das Technicum Münder oder Technikum Münder war eine zunächst private, ab 1879 von dem Kurort Münder am Deister (später Bad Münder) betriebene städtische Bildungseinrichtung für Bautechniker. Das um 1874 in der damaligen Provinz Hannover eröffnete Technikum mit zeitweilig bis zu 80 Schülern gliederte sich auf in eine Schule für etwa 50 Schüler des Maschinenbaus und etwa 30 Schüler des Bauingenieurwesens. Die Schule wurde kuratiert unter dem Vorsitzenden Baurat Conrad Wilhelm Hase.
Die Schulungseinrichtung empfahl sich beispielsweise 1876 ein einer Annonce in der Zeitschrift Kladderadatsch als geeignet „für Bauhandwerker, Architekten, Bauingenieure, Maschinen-Werkmeister, Mühlenbauer, Maschinen-Ingenieure“ und Geometer und bereitete demnach „unter Inspection eines Schulrats“ zum Einjährig-Freiwilligen-Examen vor. Die Meister- und Ingenieur-Prüfungen wurden in den ersten Jahren vor dem Maschinendirektor Heinrich Kirchweger und dem Bauinspektor Franz Andreas Meyer abgenommen.
Da der Besuch des Technikums – das Wintersemester begann in der Regel Mitte Oktober – mit einem längeren Aufenthalt vor Ort verbunden war, hielt das Institut Mitte der 1870er Jahre für Studieninteressierte auch „Wohnungen mit voller Kost“ ab 30 Mark vor.
Zum 1. Oktober 1879 übernahm die Stadt Münder die bis dahin private Schule. Neuer Direktor wurde Alexander Klücher, zuvor Leiter der Bautechnischen Fachschule in Hannover. Das Technicum übernahm zudem das Programm und die früheren Schüler der im September 1879 geschlossenen Bautechnischen Fachschule.

## Bekannte Schüler
- 1880er Jahre: August Ziegenhorn (1862–1932), später Architekt von Bauten in Hannover und Walsrode[4]